# Tom Hengst
Tom Hengst (* 1996; bürgerlich Tom Bartels) ist ein deutscher Rapper aus Hamburg (geboren jedoch in Schleswig-Holstein). Er ist besonders bekannt für seine Zusammenarbeit mit Kwam E, mit dem er unter dem Pseudonym Concrete Cowboys bereits zwei Alben und Singles veröffentlichte.

## Leben und Karriere
Tom Hengst wurde 1996 geboren und wuchs in Meldorf auf und besuchte dort die Realschule. Erste musikalische Inspiration bekam er durch das Public Enemy Album Yo! Bum Rush the Show, das ihm seine Mutter vom Flohmarkt mitbrachte. Tom Hengst begann im Teenageralter mit dem Rappen. Zunächst rappte er auf Boom bap Beats, die er auf YouTube fand. 2019 kam die Brustbeutel-EP heraus, was sein Debüt darstellt. Die EP enthält Features von Big Pat (BHZ) und Kwam E, den Tom Hengst auf einem Konzert kennengelernt hatte. 2020 veröffentlichten Tom Hengst und Kwam E das gemeinsame Kollaborationsalbum Concrete Cowboys. Im Frühjahr 2021 folgte die Bärenbruder EP gemeinsam mit dem Kölner Rapper Lugatti, im November des gleichen Jahres die Solo-EP Gib dein Geld. 2022 veröffentlichten Kwam E und Tom Hengst die Fortsetzung von Concrete Cowboys unter dem Titel Concrete Cowboys 2. Daneben veröffentlichte Tom Hengst sein Debütalbum, Spiel des Lebens. Am 9. Dezember erschien schließlich die Goldrausch EP.
Tom Hengst war 2022 als Vorgruppe für Sido tätig. Seine erste eigene Tour spielte er 2023 mit Konzerten u. a. in Berlin, München und Hamburg.

## Diskografie
Studioalben
- 2020: Concrete Cowboys (Kollaborationsalbum mit Kwam E)
- 2022: Concrete Cowboys 2 (Kollaborationsalbum mit Kwam E)
- 2022: Spiel des Lebens

EPs
- 2019: Brustbeutel-EP
- 2021: Bärenbrüder-EP (Gemeinsam mit Lugatti)
- 2021: Gib dein Geld
- 2022: Goldrausch EP
- 2024: Love 4 $ale
- 2024: kopf oder zahl vol.1

Singles
- 2020: Click Block
- 2020: Ice Ice
- 2020: Stooopid (gemeinsam mit Kwam E)
- 2020: Mephisto
- 2021: Ohne Verträge (gemeinsam mit Kwam E)
- 2023: JOGGINGANZUG
- 2023: 2 ZÖPFE
- 2023: LOBSTER
- 2024: RENN (feat. Disarstar)
- 2024: KOMM VON DA (feat. OVE)
- 2024: WIE LANGE (prod. OVE)
- 2024: DICE FREESTYLE (prod. OVE)
- 2025: MAINSTAGE (gemeinsam mit Kwam E)

## Belege
1. ↑  Tom Hengst: New Wave mit Old School Vibes. Abgerufen am 19. Januar 2022.
2. ↑  Tom Hengst. In: genius.com. Abgerufen am 19. Januar 2023 (englisch).
3. 1 2  Unterwegs mit Kwam.E & Tom Hengst: Yannick trifft die "Concrete Cowboys" in Hamburg | DIFFUS. Abgerufen am 19. Januar 2023 (deutsch).
4. ↑  Christopher Nagorr: Concrete Cowboys: Kwam.e und Tom Hengst bringen modernen Straßenrap aus Hamburg. In: DIFFUS. 6. Mai 2020, abgerufen am 19. Januar 2023.
5. ↑  Tom Hengst, Lugatti - Bärenbrüder EP. In: hiphop.de. Abgerufen am 19. Januar 2023.
6. ↑  Jonas Hellberg: Tom Hengst im Interview über „Gib dein Geld“, Memphis-Rap und Sample-Psychosen. In: rap.de. 9. November 2021, abgerufen am 19. Januar 2023.
7. ↑  Michael Herzog: Tom Hengst - Spiel des Lebens. In: /hiphop.de. Abgerufen am 19. Januar 2023.
8. ↑  Tom Hengst - Goldrausch EP. In: hiphop.de. Abgerufen am 19. Januar 2023.
9. ↑  Oliver Schmidt: Sido bringt Hengst mit nach Coburg. In: fraenkischertag.de. Abgerufen am 19. Januar 2023.
10. ↑  Chartquellen: Concrete Cowboys, Concrete Cowboys 2

| Personendaten    | Personendaten    |
| ---------------- | ---------------- |
| NAME             | Hengst, Tom      |
| ALTERNATIVNAMEN  | Bartels, Tom     |
| KURZBESCHREIBUNG | deutscher Rapper |
| GEBURTSDATUM     | 1996             |